# Canton de Bernay-Ouest
Le canton de Bernay-Ouest est une ancienne division administrative française située dans le département de l'Eure et la région Haute-Normandie.

## Histoire
Canton créé en 1985 par division du canton de Bernay.
| Période    | Période          | Identité           | Étiquette                | Qualité |
| ---------- | ---------------- | ------------------ | ------------------------ | --- |
| 1985       | 2004             | Joël Bourdin       | UDF                      | Professeur d'université Sénateur (1989-2014) Maire de Bernay (1983-2003) Vice-président du Conseil général |
| 2004       | 2009 (démission) | Hervé Maurey       | UDF puis NC              | Chef d'entreprise Maire de Bernay (2003-2013) Sénateur depuis 2008                                         |
| 13/12/2009 | 2015             | Jean-Hugues Bonamy | DVD puis UMP puis NC-UDI | Agent d'assurances Adjoint au maire de Bernay Elu en 2015 dans le nouveau Canton de Bernay                 |

## Composition
Le canton de Bernay-Ouest regroupait neuf communes et comptait 14 094 habitants (recensement de 1999 sans doubles comptes).
| Communes                      | Population (2012) | Code postal | Code Insee |
| ----------------------------- | ----------------- | ----------- | ---------- |
| Bernay                        | 10 434 (1)        | 27300       | 27056      |
| Caorches-Saint-Nicolas        | 564               | 27300       | 27129      |
| Courbépine                    | 619               | 27300       | 27179      |
| Malouy                        | 98                | 27300       | 27381      |
| Plainville                    | 205               | 27300       | 27460      |
| Plasnes                       | 618               | 27300       | 27463      |
| Saint-Martin-du-Tilleul       | 269               | 27300       | 27569      |
| Saint-Victor-de-Chrétienville | 376               | 27300       | 27608      |
| Valailles                     | 321               | 27300       | 27667      |

(1) fraction de commune.

## Démographie
| 1975 | 1982 | 1990  | 1999  | 2006  | 2011  | 2012  |
| ---- | ---- | ----- | ----- | ----- | ----- | ----- |
| -    | -    | 8 743 | 9 228 | 9 114 | 9 218 | 9 374 |